# Electrohipersensibilitat
La electrohipersensibilitat o síndrome d'hipersensibilitat electromagnètica és un trastorn que pateixen algunes persones per una exposició continuada a les radiacions que emeten certs dispositius, i que els provoca problemes de salut físics i emocionals. L'Organització Mundial de la Salut (OMS), la descriu com a «intolerància ambiental idiopàtica amb atribució a camps electromagnètics». El conjunt dels símptomes no forma part d'una síndrome científicament reconeguda.
El desenvolupament tecnològic recolzat en l'emissió d'ones electromagnètiques, exposa l'ésser humà, des d'abans del naixement, a camps d'alta i baixa freqüència, els efectes dels quals, a mitjà i llarg termini, són desconeguts. Han estat relacionats directament amb aquesta síndrome els camps electromagnètics per les radiacions procedents de la telefonia mòbil, de les línies d'alta tensió, de les xarxes wifi i dels electrodomèstics.
Les emissions d'aquests dispositius, que per a la majoria de la població passen totalment desapercebudes, a les persones hipersensibles provocarien una sèrie de símptomes físics i, fins i tot, emocionals (tristesa i depressió), que impactarien greument en el benestar de la vida quotidiana. El pacients relaten símptomes de fibromiàlgia, mals de cap, vòmits, fatiga crònica, insomni, alteració de la concentració, dolor, mareig, sensació de cremada, espasmes o palpitacions que autoatribueixen a l'efecte de camps magnètics. La recerca científica no ignora ni ridiculitza les molèsties que pateixen les persones afectades, sinó que cerca amb el mètode científic l'origen del malestar. Segons uns estudis, els símptomes serien més aviat provocats per altres factors ambientals, com ara mala qualitat de l'aire interior, soroll excessiu, llums fluorescents parpellejants i enlluernament per les pantalles.
La Comissió Europea va encarregar a un comitè científic una avaluació de totes les dades existents i al març de 2015 va publicar un informe que va concloure que no hi havia proves fefaents que l'exposició a camps electromagnètics fos perillosa, tot i que, segons l'informe, calia continuar investigant, sobretot pel que fa a les exposicions a molt llarg termini i als possibles riscos d'exposició a múltiples fonts. La Comissió va dir que, «encara que aquestes inquietuds són legítimes, de moment no hi ha cap prova científica concloent que els camps electromagnètics siguin la causa d'aquests símptomes». Segons l'OMS, el problema d'aquest suposat trastorn és que és molt inespecífic. És a dir, els símptomes varien d'individu a individu i, el que és més rellevant, no s'ha trobat una relació significativa amb l'exposició als camps electromagnètics.
Quant al cas del Wi-Fi o els mòbils, aquests emeten ones en freqüències entre els 2,4 i els 5 GHz o, fins i tot, inferiors. Amb aquestes freqüències no és possible causar canvis en les cèl·lules. La física diferencia entre radiacions ionitzants i no ionitzants, i les que suposadament causen l'electrosensibilitat són clarament del segon grup. Per causar dany en les capes més superficials de la pell farien falta freqüències superiors als 10 GHz.
Per l'existència de dades inconcluses o incertes i la «sospita fundada» per alguns n'hi hauria prou per aplicar el principi de precaució.

## Resultats de recerca científica
L'any 2005 en una revisió sistemàtica, James G. Rubin et al. va identificar 31 investigacions científiques que tractaven aquesta presumpta síndrome i varen descobrir que, de tot el recull, 24 treballs no havien trobat cap prova de l'existència de la síndrome, tres tenien errors estadístics seriosos, dos no s'havien pogut replicar i els altres dos es contradeien entre si. L'OMS, tot i així, va reconèixer el 2005 que «hi ha persones que diuen patir problemes de salut per l'exposició als camps electromagnètics i que els símptomes són no específics». Rubin et alii atribueixen l'electrohipersensibilitat a l'efecte nocebo, canvis negatius en l'estat de salut o de benestar que experimenta una persona per témer efectes negatius d'una substància inofensiva, un placebo o un altre factor ambiental.
L'oncòleg Dominique Belpomme de la Universitat de París-Descartes i membre de l'Associació per la Investigació de Teràpies anticàncer (ARTAC), va estudiar un nombre de pacients de diferents graus i conclou que existeix una «síndrome d'intolerància electromagnètica». Per errors de metodologia i de deontologia en aquest estudi, el gremi dels metges francès va inhabilitar Belpomme per un any el febrer de 2023.